# 계율종
계율종(戒律宗)은 신라의 자장율사에 의해 643년 선덕여왕 12년에 창시된 불교 종파이다. 남산종(南山宗)이라고도 한다. 남북국 시대의 신라와 고려 초의 5교 9산 중 5교의 하나이다. 자장은 당나라 중난산(終南山) 운제사(雲際寺)에서 율종을 수학하였으며, 귀국 후 대국통이 되어 신라 승관제도의 최고 위치에 있으면서 승률(勝律)을 바로잡았다. 또한 자장은 통도사(通度寺)를 창건하여 금강계단(金剛戒壇)을 설치하고 율종의 본질을 표방하여 매월 15일마다 포살(布薩) · 설계(說戒)하여 5부승니(五部僧尼)를 다스렸다. 백제의 겸익(謙益)과 신라의 자장이 대표적인 계율종의 인물이었으며, 특히 자장은 통도사(通度寺)를 창건하였다.
삼국시대의 불교 전래는 국가를 통하여 이루어졌고 국가 중심적인 종교로 되었으므로 호국적(護國的)인 성격을 강하게 풍기게 되었다.  개인적인 치병(治病)이나 구복(求福)도 포함되지만 국가의 발전을 비는 호국신앙(護國信仰)이 강렬하였다.  나라를 보호한다는 유명한 《인왕경(仁王經)》을 위주로 한 백좌강회(百座講會) 의식이 성행하였고, 이를 통하여 국태민안을 기도하였다.  백제나 신라의 많은 절이 호국적인 성격을 띠었으며, 특히 왕흥사(백제) · 황룡사(신라)는 호국의식을 전담한 사찰로서 그 규모는 대단하였다.  이러한 국가 위주의 불교는 종파성립에도 큰 영향을 미쳤다.   이러한 성격의 삼국 시대 불교에서 가장 큰 역할을 한 종파가 계율종이었다.

## 참고 문헌
- 이 문서에는 다음커뮤니케이션(현 카카오)에서 GFDL 또는 CC-SA 라이선스로 배포한 글로벌 세계대백과사전의 내용을 기초로 작성된 글이 포함되어 있습니다.